# Tullio Regge
Tullio Regge (prononcé en italien [ˈtulljo ˈrɛddʒe]), né le 11 juillet 1931 à Turin et mort le 23 octobre 2014 à Orbassano (Turin), est un physicien théoricien italien.

## Biographie
En 1952, Tullio Regge obtient la laurea de physique à l'Université de Turin sous la direction de Mario Verde (it) et Gleb Wataghin ainsi qu'un doctorat en physique à l'Université de Rochester en 1957 sous la direction de Robert Marshak. De 1958 à 1959, il occupe un poste à l'institut Max-Planck de physique, où il travaille avec Werner Heisenberg.
En 1961, il est nommé à la Chaire de la relativité à l'Université de Turin puis de 1965 à 1979, il occupe un poste à l'Institute for Advanced Study et finit professeur émérite à l'École polytechnique de Turin tout en contribuant aux travaux du CERN en tant que chercheur invité.
En 1957, Tullio Regge découvre une propriété mathématique de diffusion potentielle dans l'équation de Schrödinger, que l'amplitude de diffusion peut être considérée comme une fonction analytique du moment angulaire, et la position des pôles détermine les taux de croissance de la Loi de puissance de l'amplitude dans la région purement mathématique des grandes valeurs du cosinus de l'angle de diffusion,,,. Cette formulation porte le nom de théorie de Regge (en).
Dans les années 1960, Tullio Regge présente le « calcul de Regge », une formulation simplifiée de la relativité générale et une précoce théorie de jauge sur réseau.
En 1968, Tullio Regge et G. Ponzano mettent au point une version quantique du calcul de Regge dans les trois dimensions de l'espace-temps, connu comme le modèle de Ponzano-Regge.
De 1989 à 1994, Tullio Regge est député au Parlement européen sous l'étiquette du Parti communiste italien.
Il est président de la section de Turin de l'Association pour la recherche de la prévention du Handicap (AIRH).
Tullio Regge est mort à Orbassano le 23 octobre 2014  des suites d'une pneumonie.
Le rite funèbre civil se déroule au Cimetière monumental de Turin, où a lieu la crémation du corps.

## Distinctions
Professeur ordinaire à l'Université de Turin, il reçoit en 1964 le prix Dannie-Heineman de physique mathématique puis en 1968, le prix Città di Como ainsi qu'en 1979, l'Albert Einstein Award et enfin en 1987, la médaille Cecil-Powell.
Il reçoit la médaille Dirac (1996); Marcel Grossmann Award (1997) et le prix Pomeranchuk (2001).
Membre de l'Académie des Lyncéens.
L'astéroïde (3778) Regge porte son nom.

## Publications
- Introduction to complex angular momentum, Il Nuovo Cimento Series 10, Bd.14, 1959.
- Bound states, shadow states and the Mandelstam representation, Nuovo Cimento Bd.18, 1960.
- Feynman integrals, algebraic topology methods and Feynman relativistic amplitudes in Les Houches Lectures 1964, Relativity, groups and topology.
- Feynman integrals, International Congress of Mathematicians 1970, Nice.
- S-Matrix and Feynmanintegrals, in Klauder Magic without magic 1972.
- Group manifold approach to unified gravity, in Stora, deWitt (coll.) Relativity, groups and topology II, Les Houches Lectures, 1984.
- Vittorio deAlfaro, Regge Potential scattering, North Holland, Amsterdam, 1965.
- Elementary course in General Relativity, CERN, 1983.

## Ouvrages de vulgarisation en italien
- avec Primo Levi, Dialogo, Einaudi, 1987 ; Dialogue, trad. fr. Renaud Temperini, Paris, Les Belles Lettres, coll. "Le goûts des idées", 120 p., 2023  (ISBN 978-2251454184)
- Lettera ai giovani sulla scienza, Rizzoli, 2004.
- avec Peruzzi Giulio, Spazio, tempo e universo. Passato, presente e futuro della teoria della relatività, UTET Libreria, 2003.
- L'universo senza fine. Breve storia del Tutto: passato e futuro del cosmo, Mondadori Mailand, 1999.
- Infinito, Mondadori Mailand, 1996.